# Samland
Samland (Russisch: Земландский полуостров; Semljandski poluostrov) is een schiereiland aan de Oostzee in Rusland. Het ligt behalve aan de Oostzee (westelijk) aan het Wislahaf (zuidwestelijk) (Frische Haff) en het Koerse Haf (Kurische Haff) (noordelijk) en wordt verder begrensd door de rivier de Pregolja, voorheen Pregel in het zuiden en een aftakking ervan, de Dejma, in het oosten. Het gebied maakt deel uit van de Russische exclave Kaliningrad.
Samland heeft in het westen een hoog oprijzende kust van krijtrotsen, de Barnsteenkust, die is genoemd naar het belangrijkste product dat het schiereiland voortbrengt: barnsteen. Bij Jantarni (voorheen Palmnicken) wordt in dagbouw circa 90% van de wereldproductie van dit gesteente gewonnen. Het is dan ook de belangrijkste delfstof die de exclave voortbrengt.
De bewoners van dit gebied  handelden al vroeg in barnsteen. De wijdere benaming van de inwoners van het latere Oost-Pruisen is volgens  Tacitus in zijn Germania Aestii als barnsteenleveranciers. Deze Aestii, wier naam later op de Esten is overgegaan, zijn waarschijnlijk de voorlopers van de Baltische Pruisen, wier taal, het Oudpruisisch, zich in Samland het langst heeft weten te handhaven: aan het einde van de zeventiende eeuw stierf het uit en spraken de Samlanders Nederpruisisch, een Nederduits dialect, naast het officiële Hoogduits.
Volgens de legende zou Samland naar de Pruisische hertog Samo zijn genoemd. Waarschijnlijker is als oorsprong een stamnaam, die van de Semben. In de tweede helft van de dertiende eeuw werd Samland veroverd door de ridders van de Duitse Orde die de latinisering Sambia gebruikten. Dat vormde een bisdom binnen de staat van de Duitse Orde. De Orde-ridders richtten burchten op nadat de Pruisen verslagen waren, stichtten nieuwe steden en bevolkten ze met burgers uit de Noordduitse Hanzesteden en richtten dorpen in voor boeren, eveneens afkomstig uit het noorden van Duitsland en de Nederlanden. De Pruisen waren door de oorlogen en opstanden uitgedund maar vormden toch nog meer dan de helft van de bevolking. In de 16de eeuw waren beide bevolkingsgroepen grotendeels met elkaar versmolten.
Koningsbergen (Duits Königsberg en sinds 1945 Kaliningrad), in 1255 gesticht als bisschopsresidentie, werd in 1466 ook de residentie van de Hoogmeester van de Duitse Orde en daarna in de 16de eeuw zetel van de hertog van Brandenburg, die zich in 1702 tot koning van Pruisen verhief. Fischhausen was een tweede bisschopsresidentie. De laatste bisschop, Georg von Polenz, trad af na de kerkhervorming (1523).
Samland maakte deel uit van Oost-Pruisen, toen het na de Tweede Wereldoorlog door de Sovjet-Unie geannexeerd werd. Met de komst van een overwegend Russische bevolking, na de verjaging van de Duitse bewoners, werd het verleden van Samland rigoureus uitgewist door historische monumenten op te ruimen. 
Barten · Ermland · Galindië · Kulmerland · Nadrauen · Natangen · Pogesanië · Pomesanië · Samland · Sassen · Schalauen · Sudauen